# Albert Plehn
Albert Plehn (* 14. April 1861 in Lubochin, Kreis Schwetz, Westpreußen; † 17. Mai 1935 in Berlin) war ein deutscher Tropenmediziner.

## Leben und Wirken
Nach dem Abitur am Gymnasium Marienwerder studierte er bis 1886 Medizin an der Christian-Albrechts-Universität zu Kiel und wurde dort im gleichen Jahr zum Dr. med. promoviert. Während seines Studiums wurde er 1881 Mitglied der Burschenschaft Teutonia zu Kiel. Anschließend trat er als Schiffsarzt in holländische Dienste und lernte bei einer Reise zu den Sundainseln die Tropenmedizin kennen.
Auf Sumatra und Java systematisierte er die Chininprophylaxe. 1887 setzte er seine Ausbildung an der Frauenklinik in Dresden und 1888 am Städtischen Krankenhaus in Berlin-Friedrichshain fort, um sich 1890 in Wandsbek als praktischer Arzt niederzulassen. 1894 ging er als Regierungsarzt in die Deutsche Kolonie Kamerun. Mittels seiner intensiven Forschungen über Malaria, Schwarzwasserfieber, Dysenterie und Beriberi leistete er einen wesentlichen Beitrag zur Verbesserung der gesundheitlichen Verhältnisse für Einheimische und Europäer. 1903 beendete er seinen Tropendienst und kehrte nach Berlin zurück, wo er sich im gleichen Jahr habilitierte und als Dirigierender Arzt der inneren Abteilung am Städtischen Krankenhaus „Am Urban“ wirksam wurde. Zu Beginn des Ersten Weltkriegs unterzeichnete Plehn das Manifest der 93.
An der Universität Berlin las er als Honorarprofessor über klinische Pathologie und exotische Medizin. Neben der Pflege der Tropenmedizin beschäftigte er sich mit den Erkrankungen der blutbildenden Organe, der Tuberkulose und anderen Infektionskrankheiten, dem Gelenkrheumatismus und der Gicht. Speziell zur Tropenmedizin verfasste er mehrere Schriften und zahlreiche Beiträge vorrangig in der Zeitschrift Archiv für Schiffs- und Tropenhygiene. 1926 trat er in den Ruhestand. Danach unternahm er noch zwei Seereisen nach Amerika, wo er neue wissenschaftliche Anregungen fand. Er gehörte zu den „alten Afrikanern“, die die Grundlagen für die Entwicklung in den deutschen Kolonien gelegt haben.

## Familie
Seine Eltern waren Anton Plehn (1834–1887), Gutsbesitzer und Landwirt in Lubochin, und Johanna Maercker (1838–1888). Er heiratete 1890 in erster Ehe Marie Gütschow, in zweiter Ehe Carina Huch, Tochter des Notars William Huch und dessen zweiter Ehefrau Marie Huch, geb. Gerstäcker. Carina Huch war die Schwester von Friedrich Huch und Felix Huch, Cousine von Ricarda Huch, Enkelin von Friedrich Gerstäcker. Seine Geschwister waren Friedrich Plehn (1862–1904), Tropenmediziner; Marianne Plehn (1865–1946), Zoologin; Rose Plehn (1865–1945), Malerin, und Rudolf Plehn (1868–1899), Forstwissenschaftler.
Seine letzte Ruhestätte befindet sich auf dem Südwestkirchhof Stahnsdorf.

## Schriften
- 35 Fälle von Schädelfractur. Ein Beitrag zur pathologischen Anatomie derselben, Kiel 1886. (Diss.)
- Beiträge zur Kenntnis von Verlauf und Behandlung der tropischen Malaria in Kamerun, Berlin 1896.
- Zur vergleichenden Pathologie der schwarzen Rasse in Kamerun, Berlin  1896.
- Über Tropenanämie und ihre Beziehungen zur latenten und manifesten Malariainfection, Leipzig 1899.
- Weiteres über Malaria. Immunität und Latenzperiode, Jena 1901.
- Die Malaria der westafrikanischen Negerbevölkerung, besonders in Bezug auf die Immunitätsfrage, Jena 1902.
- Die acuten Infektionskrankheiten bei den Negern der äquatorialen Küsten Westafrikas, Berlin 1903.
- Die Ergebnisse der neuesten Forschungen auf dem Gebiet der Malariaepidemiologie, München 1904.
- Die tropischen Hautkrankheiten, Leipzig 1905; erw. in: Handbuch der Tropenkrankheiten, Bd. 2, Leipzig 1914, S. 171–310.
- Heilkunde. In: G.Neumeyer: Anleitung zu wissenschaftlichen Beobachtungen auf Reisen, Hannover 1905, S. 154–238. (mit Friedrich Plehn)
- Tropenhygiene, mit spezieller Berücksichtigung der deutschen Kolonien (21 Vorträge), 2.A. Jena 1906. (mit Friedrich Plehn)
- Kurzgefasste Vorschriften zur Verhütung und Behandlung der wichtigsten tropischen Krankheiten bei Europäern und Eingeborenen für Nichtärzte, Jena 1906.
- Über Beri-Beri und ihre Bedeutung für wirtschaftliche und kriegerische Unternehmungen in warmen Ländern. (= Berliner Vorträge H. 2), Berlin 1907.
- Zur Behandlung des akuten Gelenkrheumatismus, Leipzig 1908.
- Über große Bluttransfusionen, Berlin 1914.
- Rassenpathologische Methoden: In: Eberhard Ackerknecht: Handbuch der biologischen Arbeitsmethoden, Bd. 7,2 (= Methoden der vergleichenden morphologischen Forschung), Berlin 1928, S. 841–848.